# Kościół Matki Bożej Różańcowej w Kamiennej Górze
Kościół Matki Bożej Różańcowej w Kamiennej Górze (Kościół Łaski pw. Trójcy Świętej) – dawny ewangelicki kościół łaski, po II wojnie światowej i wysiedleniu ludności niemieckiej przejęty przez państwo i przekazany Kościołowi katolickiemu. Znajduje się w Kamiennej Górze przy placu Kościelnym. 

## Historia kościoła

### Okres ewangelicki
Kościół Łaski pw. Trójcy Świętej był jednym z sześciu ewangelickich kościołów łaski, na których budowę zgodę wyrażono w 1709 roku. Architektem świątyni był Martin Frantz, który zaprojektował kościół w stylu barokowym na planie krzyża greckiego  wzorowany na kościele Katarzyny Wazówny w Sztokholmie.
Kamień węgielny pod kościół położono 6 czerwca 1709 roku. Na budowie pracowali miejscowi rzemieślnicy. W 1717 roku zawieszono na wieży dzwon. Uroczyste konsekracja i nadanie wezwania Trójcy Świętej nastąpiło 8 października 1720 roku. W tym samym roku przy kościele powstał cmentarz ewangelicki. 
Przez parę następnych lat świątynię doposażono. Najdroższymi elementami wyposażenia były: ołtarz, organy i ambona. Organy wykonał wrocławski budowniczy organów, Ignatius Mentzel, a zapłacono za nie 3100 talarów. Ołtarz zbudował Beniamin Gottlieb z Lubania, któremu zapłacono 1100 talarów, a praca nad nim trwała dwa lata. Za wykonanie ołtarza zapłacili dwaj kupcy wrocławscy, urodzeni w Kamiennej Górze – Gebhardt i Sommer. Ambona zbudowana była w stylu rokokowym, a jej twórca jest nieznany. Organy zainstalowano w kościele w 1724 roku, a rok później ustawiono ołtarz. W 1766 roku umieszczono na wieży kościelnej zegar.
Kościół to obiekt o kilkuczłonowej masywnej bryle, zbudowany z połączonych ze sobą bloków w formie prostopadłościanu. W centrum dominująca bryła, oparta na planie krzyża greckiego, zwieńczona czterospadowym mansardowym dachem. Uproszczona artykulacja elewacji sprowadzona została do płaskich lizen, łączonych belkowaniem. Natomiast do ramienia, mieszczącego prospekt organowy, dostawiono masywną kwadratową wieżę, zwieńczoną przysadzistym cebulastym hełmem z prześwitem arkadowym. Wieża, z portalem w przyziemiu, wraz z dostawioną na tej samej osi zakrystią podkreślają w bryle wydłużony charakter budowli, zaznaczony wewnątrz umieszczeniem na tej samej osi ołtarza i prospektu organowego. Kościół mógł pomieścić nawet 5 tysięcy osób.

### Okres katolicki
Działania wojenne z okresu II wojny światowej nie dotknęły kościoła. Po wojnie i wysiedleniu ludności niemieckiej został przejęty przez Państwo, a następnie przekazany Kościołowi katolickiemu. Z nieużytkowanej po 1945 roku świątyni wywieziono do Kościoła Garnizonowego w Warszawie ważne elementy wyposażenia: ołtarz, chrzcielnica, organy, ambona, żyrandole i dzwony.
Budowla ulegała powolnemu niszczeniu do 1958 roku, aż księża katoliccy rozpoczęli remont. W ramach prac remontowych odnowiono pokrycie i wzmocniono więźbę dachową, oszklono okna i rozpoczęto tynkowanie wnętrz. Przyspieszenie prac remontowych nastąpiło w 1966 roku, kiedy to administratorem kościoła został ksiądz Stanisław Książek. W ramach szybko postępujących prac zakończono tynkowanie i malowanie wnętrza, remont posadzki i empory (drugą kondygnację empor rozebrano), wyposażono kościół w ołtarz, organy i ławki. Obok kościoła została ustawiona dzwonnica o konstrukcji stalowej, wyposażona w trzy dzwony. We wnętrzach kościoła wykonano polichromie autorstwa Jana Molgi i Pawła Mitka. Malowidła przedstawiają Matkę Bożą Różańcową oraz szereg postaci z historii Polski składających jej hołd.

## Galeria

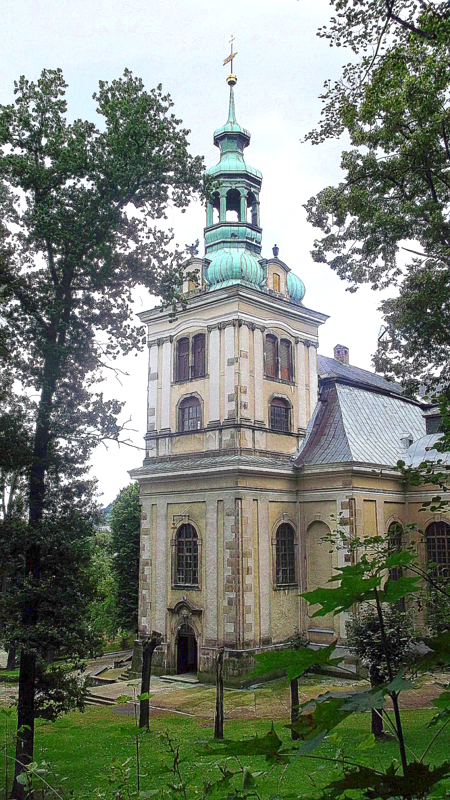
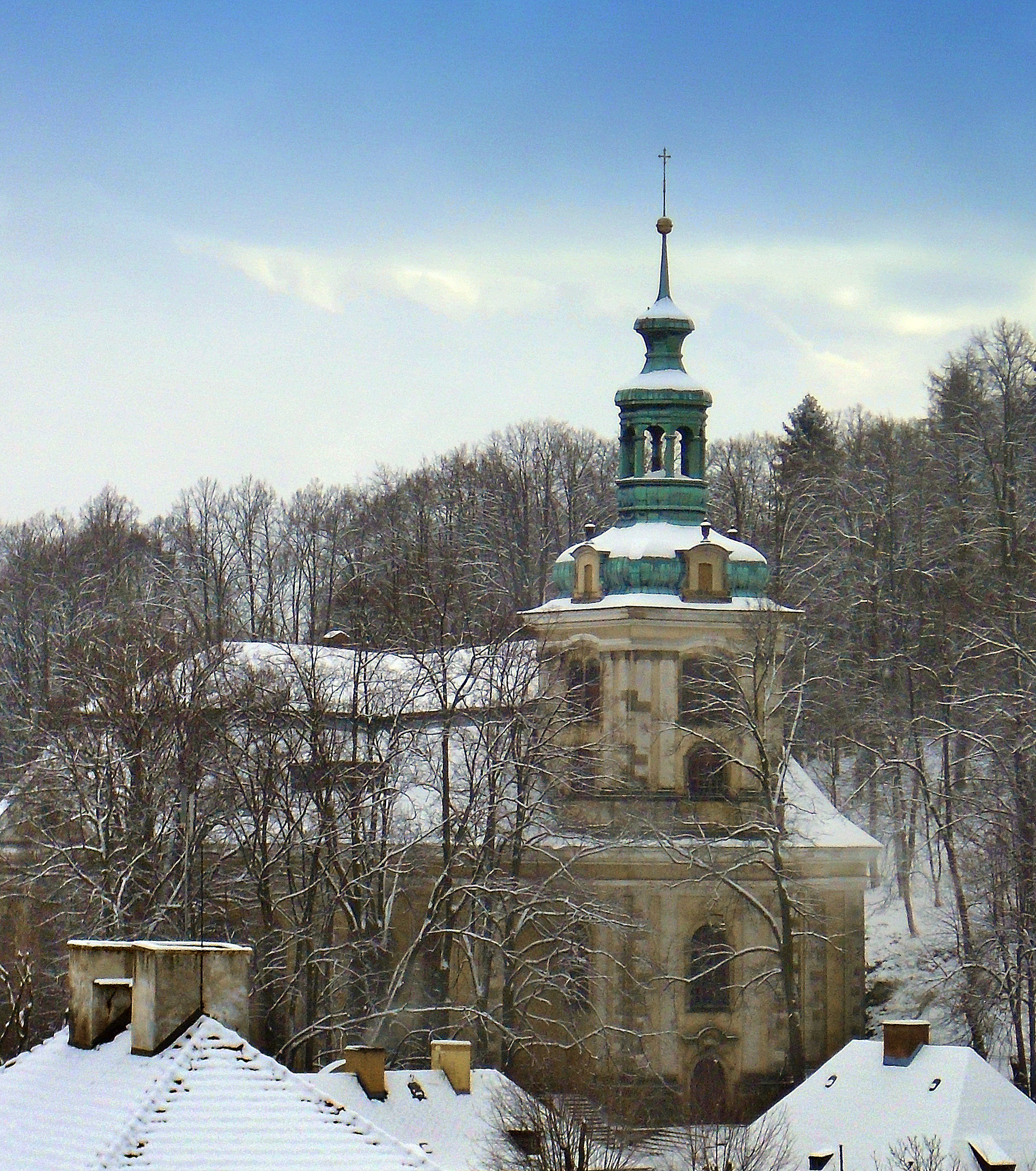
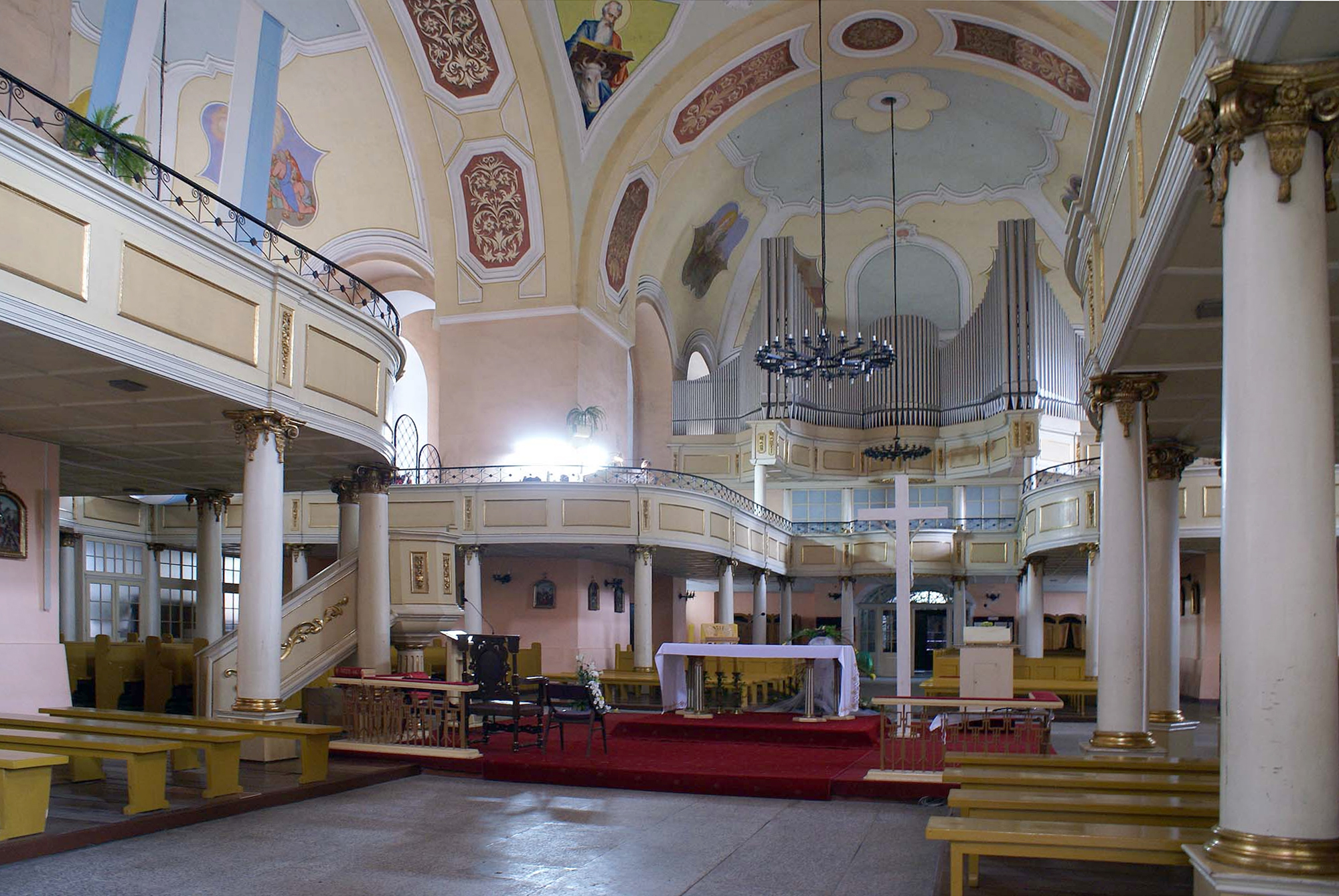
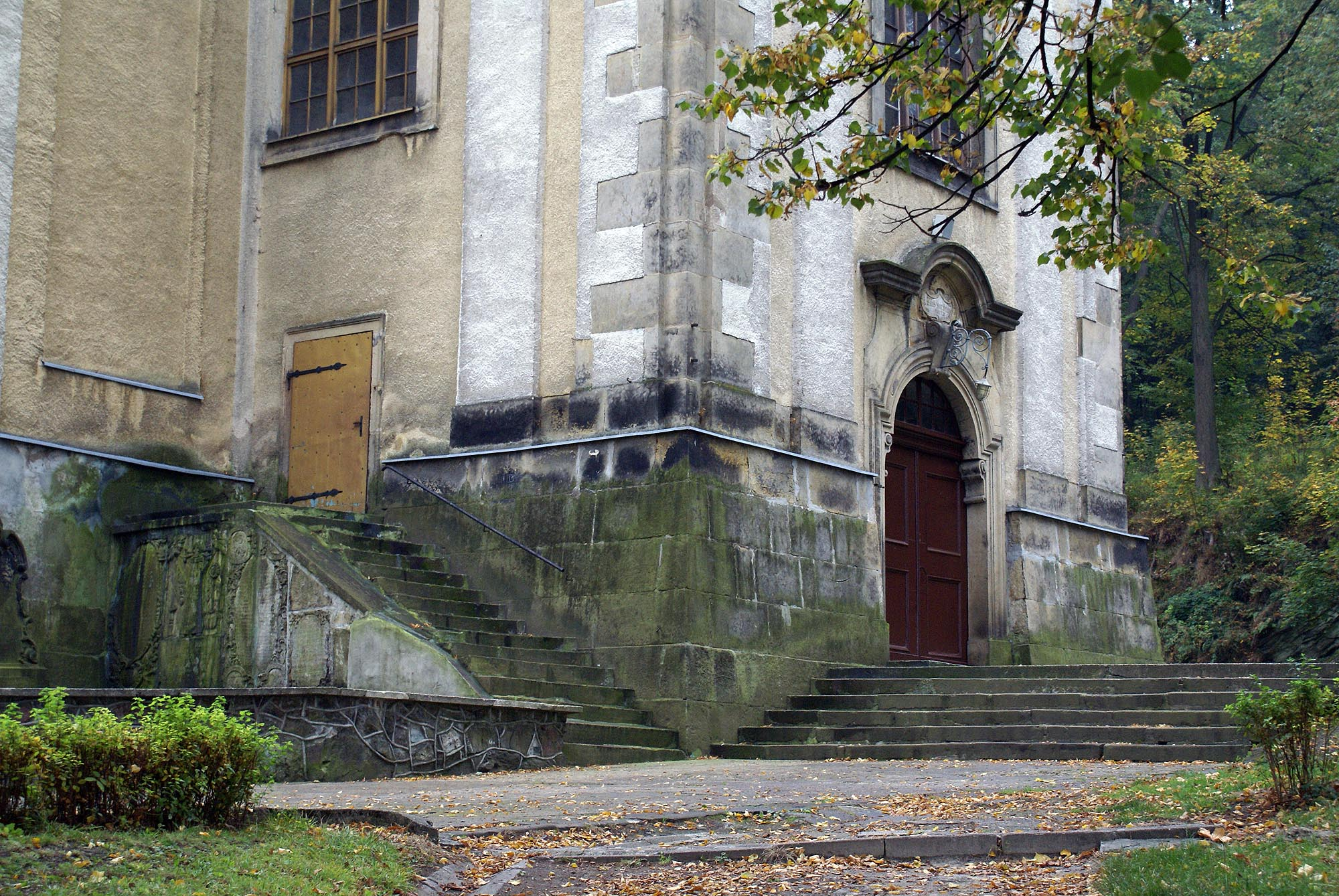
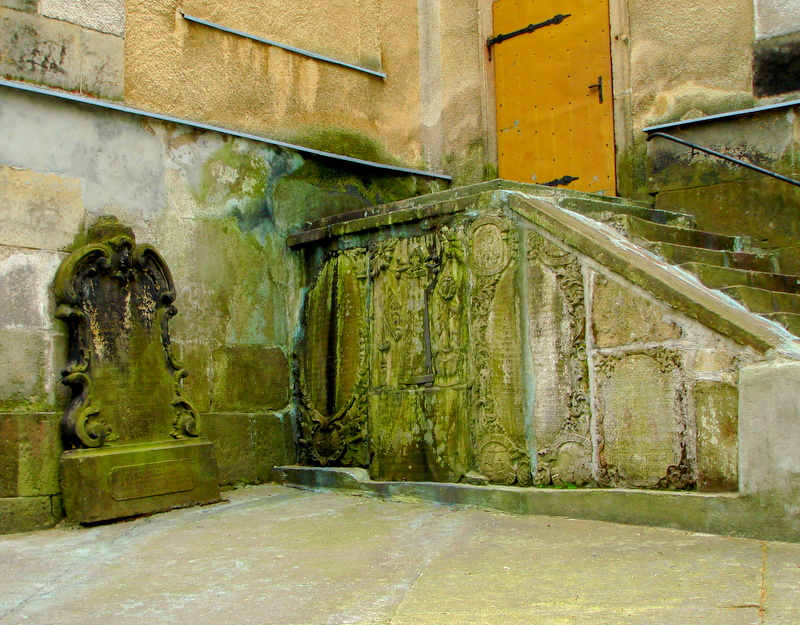
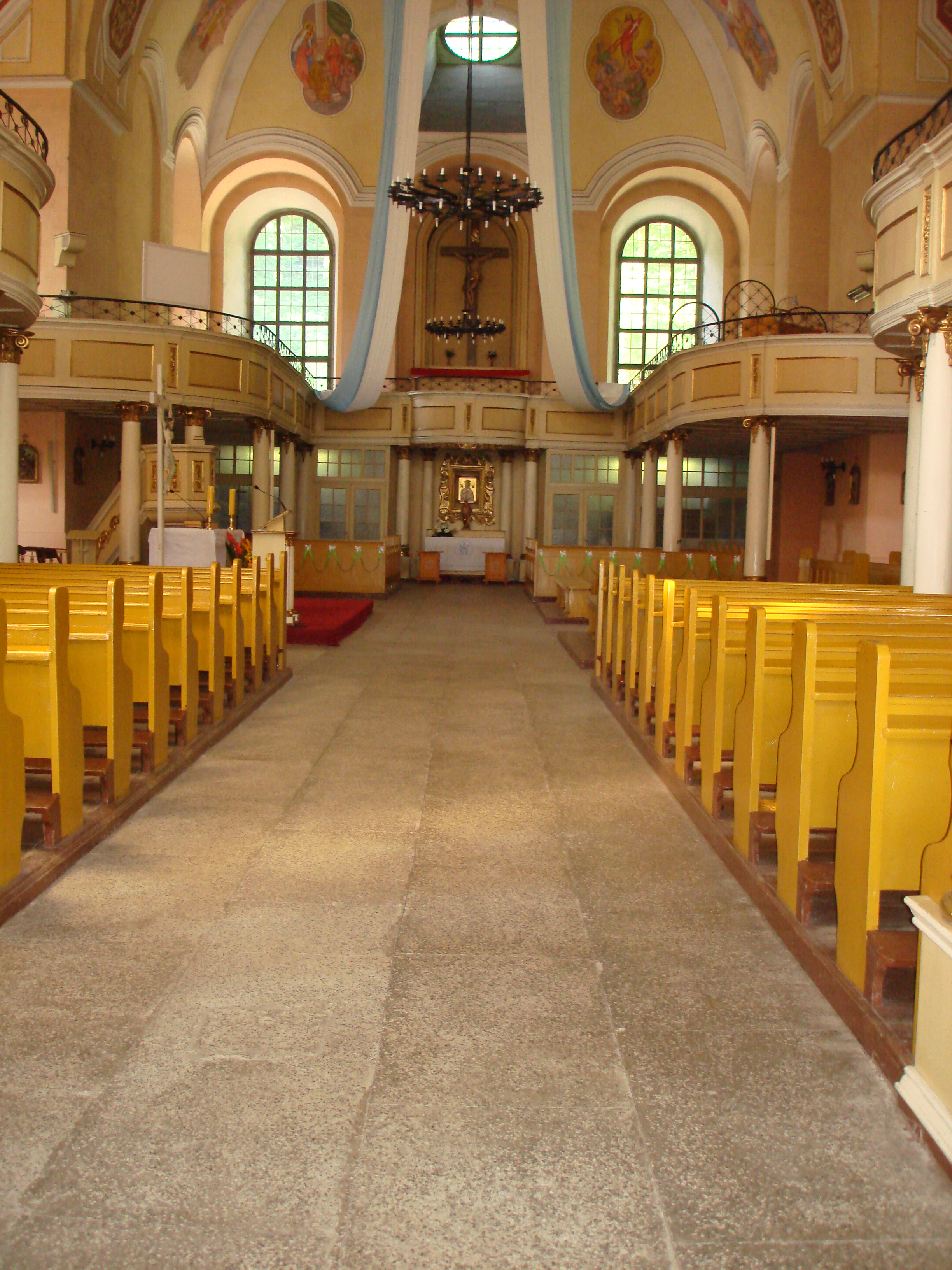
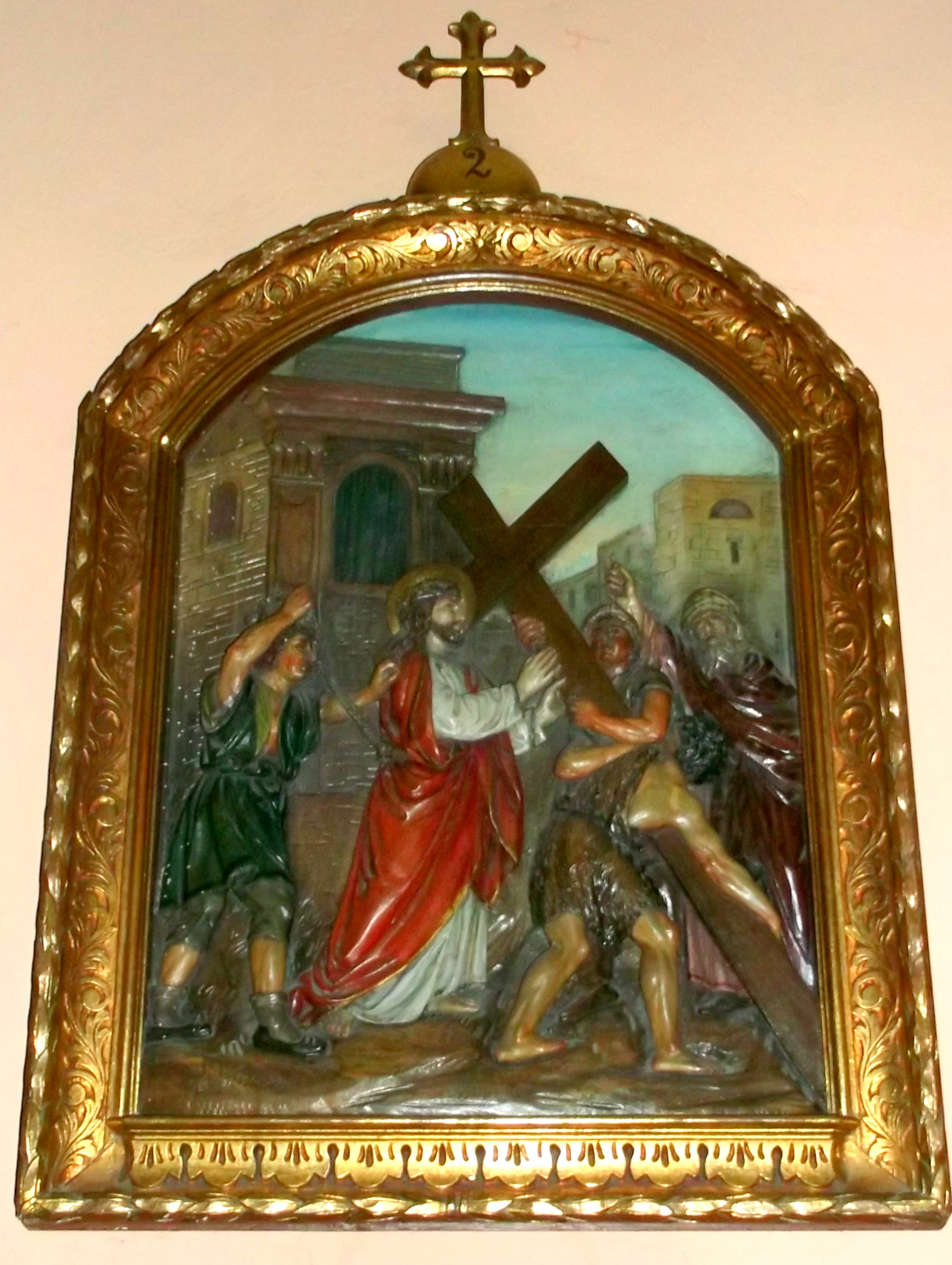
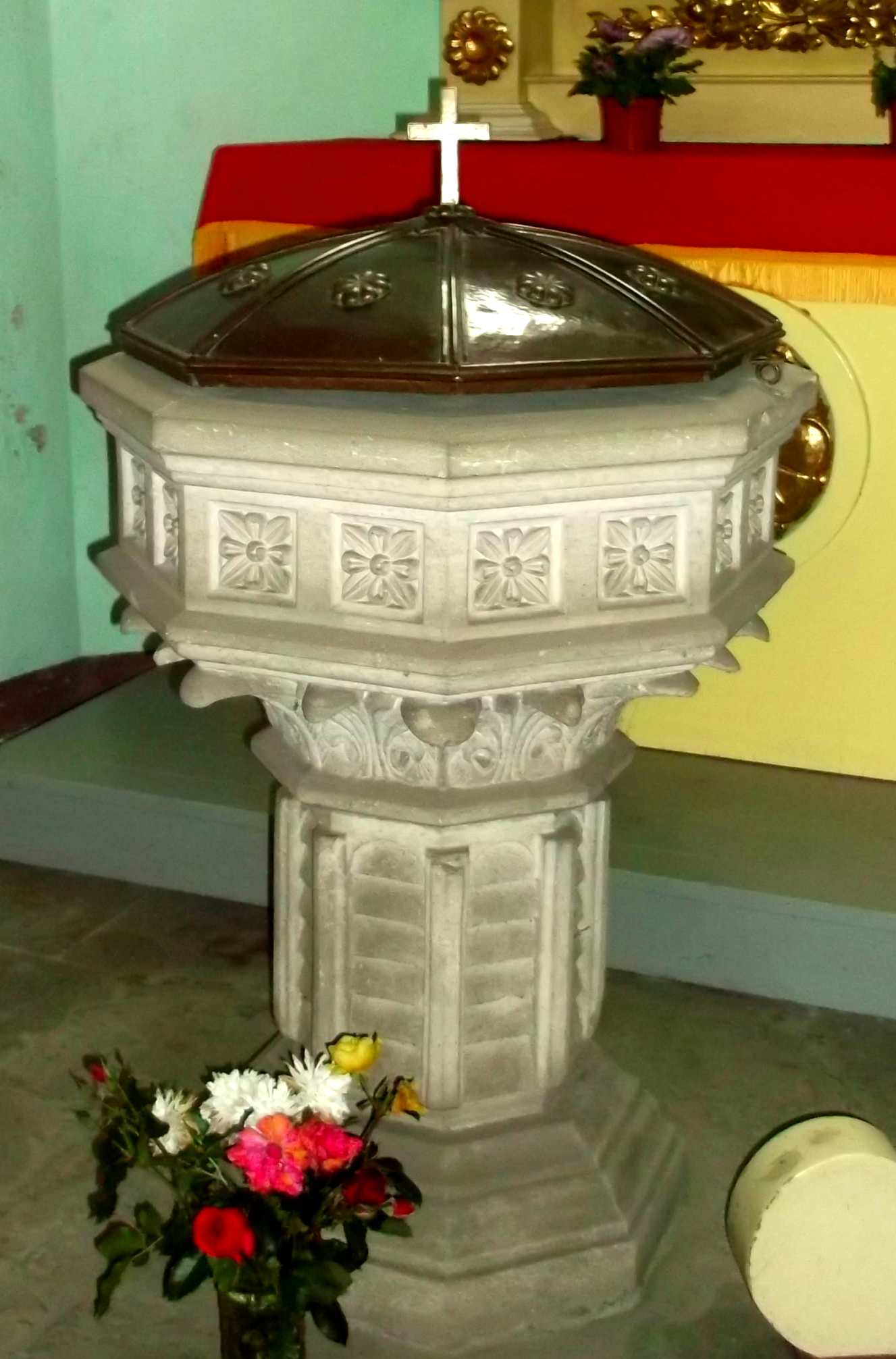
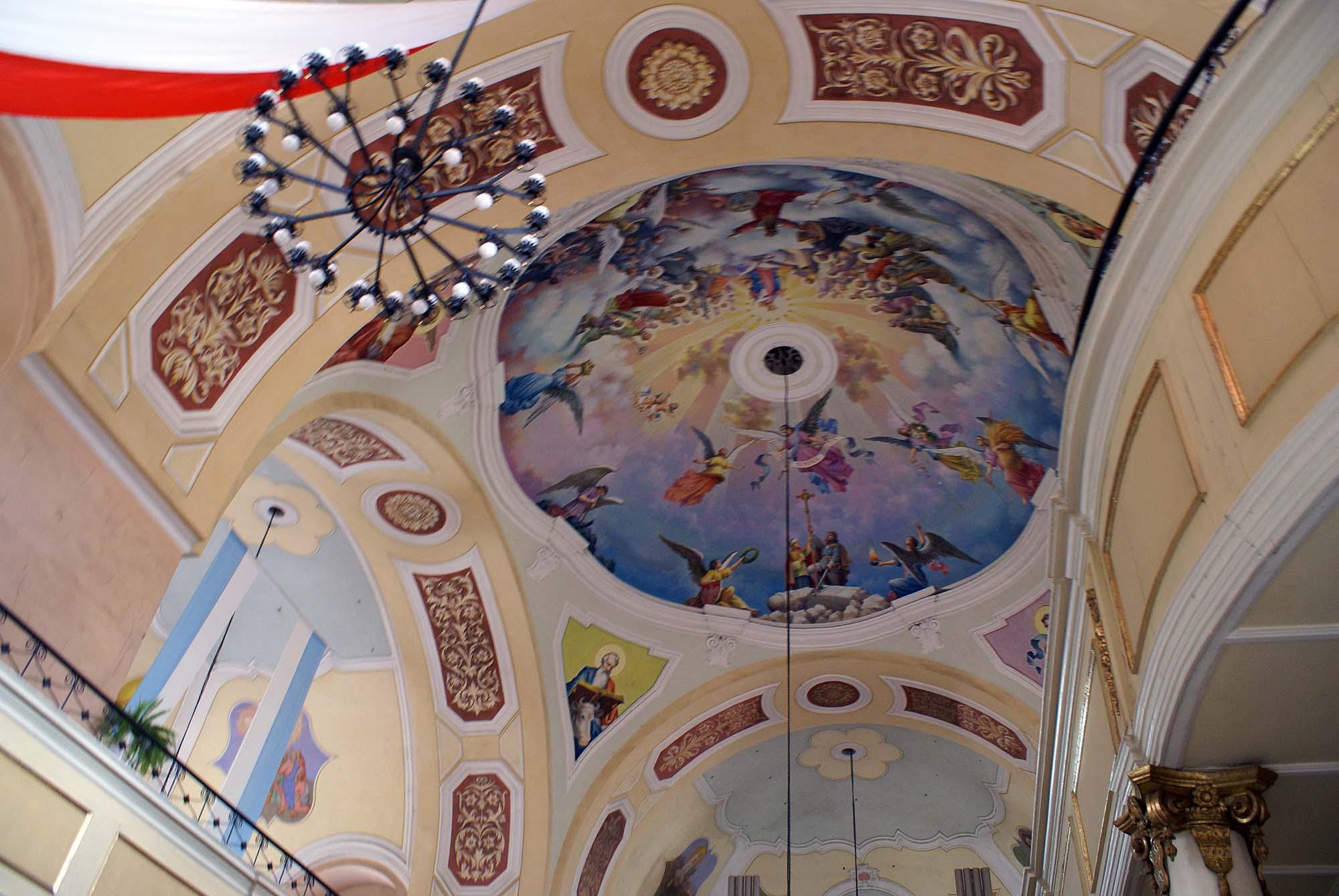